# Combat de Bauchi (2009)
Insurrection de Boko Haram
Batailles
Le combat de Bauchi se déroule le 26 juillet 2009, elle marque le début de l'insurrection de Boko Haram.

## Déroulement
Au matin du 26 juillet 2009, le poste de police de Dutsen Tenshin, près de Bauchi est attaqué par 35 islamistes de Boko Haram, surnommé les « Taliban ». L'attaque est repoussée et cinq djihadistes sont tués selon les policiers. 
La police et l'armée lancent ensuite une contre-attaque et s'emparent de la « mosquée des Taliban » Dutsen Tenshin, puis attaquent un autre de leur repaire à Fadamar-Mada, en périphérie de Bauchi.

## Pertes
Selon Mohammed Barau, porte-parole de la police de la ville de Bauchi, 39 personnes ont été tuées, dont un soldat, tandis que deux policiers et 16 « Taliban » ont été blessés. Il affirme également que 176 arrestations ont été effectuées par la police.
D'après un infirmier de l'hôpital de Bauchi, 42 corps, essentiellement des islamistes ont été apportés : « Nous avons reçu au total 42 corps. Dans un premier temps, nous en avions reçu neuf puis 33 autres quelques heures plus tard. »
Le 26, un journaliste de Reuters compte 32 cadavres dans deux postes de police de Bauchi et fait état de nombreux blessés parmi les suspects arrêtés.
Le CICR et le service de presse du gouverneur de l'État de Bauchi évoquent également 37 morts et un soldat tué. Le lendemain, à Abuja, l'inspecteur général intérimaire de la police Ogbonna Onovo, annonce que cinq policiers et 60 « Taliban » ont été tués lors des violences dans les États de Bauchi et de Yobe,.